# Охридска общоградска фондация „Свети Климент Охридски“
Охридската общоградска фондация „Свети Климент Охридски“ е българска дарителска организация, съществувала в 1942 - 1944 година в град Охрид, тогава анексиран от Царство България.

## Учредяване и органи
След освобождението на Охрид и включването му в пределите на Царството в 1941 година в две изложения до българското правителство от 18 май 1942 година и от 5 август 1942 година група охридчани изразяват загриженост за състоянието на учебното дело, на културните институции и на икономиката на града. В стремежа си да възстановят „величието и благолепието на Охрид като старинен и свещен град, който е запазил духа на българския народ през дълголетните ни робства“ те предлагат да се създаде общоградски фонд, управляван от правителството и носещ името на патрона на града Свети Климент Охридски. На 29 юли 1942 година Министерският съвет издава постановление, с което се разрешава на държавата да стане съучредител на Охридска общоградска фондация „Св. Климент Охридски“ и са отпуснати 10 милиона лева извънреден кредит.
На 6 август 1942 година в двора на старата охридска катедрала „Свети Климент“ министърът на вътрешните работи и народното здраве Петър Габровски обявява нотариалния акт за учредяване на фондацията. Основното и имущество са десетте милиона от българското правителство, а в бъдеще ще се прибавят всички суми или имоти, дарени от охридчани или други юридически и частни лица.
Фондацията се управлява от Министерския съвет, представляван от вътрешния министър и Управителен съвет от 20 души, в който членове по право са представител на Министерския съвет, охридският митрополит или негов наместник, по един представител на Софийския университет и Българската академия на науките, началникът на Охридския гарнизон, кметът на града, охридският околийски съдия и директорът на Охридската гимназия. Останалите 12 членове са избрани от комисия в състав: Антон Кецкаров, свещеник Киро Търпенов и Коста Мостров. Избрани са учителят Антон Кецкаров, общественикът Йордан Капчев, публицистът Кирил Пърличев, учителят Димитър Коцов, търговецът Михаил Янев, учителят Владимир Бояджиев, адвокат Демостен Манев, адвокат Асен Каваев, книжарят Иван Заров, инженер Коста Хаджиев, търговеците Методи Кьосев и Петър Филев. Габровски одобрява избора на 9 октомври и определя за представител на Министерския съвет болския областен директор Антон Козарев. Университетът и БАН посочват за членове съответно професорите Кирил Мирчев и Иван Снегаров.
На 1 ноември 1942 година Управителният съвет приема правилник на фондацията, одобрен от вътрешното министерство на 11 декември. Целта е образуването на неограничен и неприкосновен капитал от движими и недвижими имоти и суми, чиито лихви и доходи да служат за обществено подпомагане, което се изразява в отпускане на помощи за трапезарии при всички български училища, детски приюти, старопиталища, майчин дом, болници и други; подпомагане на даровити бедни ученици, на читалища, църкви, дружества и други, които имат благотворителна и просветна цел; създаване на поминък и благоустрояване на града, увековечаване паметта на героите, загинали в борбите за духовно и политическо освобождение на Охрид и Охридско. Средствата са от дарения и фондацията има за цел всеки охридчанин да стане дарител.
Постоянното представителство е изпълнителен орган на фондацията. За членове на първото представителство са избрани Антон Кецкаров – председател, Асен Каваев – секретар, и Кирил Пърличев – касиер, който е заменен на 17 август 1943 година от Владимир Бояджиев. Цар Борис III е върховен покровител на фондацията, а неин почетен председател е Петър Габровски.

## Дейност
Фондацията започва своята дейност веднага след учредяването ѝ, като провежда агитация в страната. Капиталът ѝ нараства бърво - охридчани даряват 68 550 лева, охридчаните в София – 134 200 лева, дарители неохридчани – 121 700 лева. От различни организации пристигат 195 855 лева, внесени за поддържане на трапезария пансион, ученическа кухня, детски приют и прочие. Към 1 юли 1943 година капиталът на фондацията е 11 445 968 лева, а приходите са 393 857 лева - от продажби, развитие на домашната индустрия, участие в Пловдивския панаир. Направените разходи са 316 048 лева - за подпомагане на бедни, църкви, старопиталища и прочие – 20 540 лв., за поддържане на летовище – 50 000 лева, за подпомагане на домашна индустрия – 34 327 лева, за обзавеждане сграда на фондацията – 5567 лева.
Фондацията открива курсове по лозарство, птицевъдство, бубарство, овощарство, градинарство и осигурява на работа на 60 безработни. На 8 декември 1943 година по инициатива на фондацията се чества Ден на Охрид и е издаден вестник „Охрид“. Целта е да се организира подписка за дарения и да се пропагандира делото на фондацията и значението на Охрид за българщината.
Фондацията е закрита след изтеглянето на българските войски от Вардарска Македония в 1944 година. Неясно е дали средствата ѝ са прехвърлени в България.